# Реджеп паша Тетовски
Реджеп паша (на албански: Rexhep Pasha Kalkandelen; на турски: Kalkandelen'li Recep Paşa) е албански феодал от Македония, самостоятелен управител на Тетовския пашалък във втората половина на XVIII и първата половина на XIX век.

## Биография
Семейството му произхожда от село Бал. Реджеп паша е внук на първия албански паша, управлявал самостоятелно Тетово, Реч паша, властвал само в Долния Полог. Реджеп паша значително увеличава властта на тетовския паша. Успява с помощта на Ислям Пупунца да сломи мощта на делибашите — остатъците от еничарите, които тормозят местното население. Властта на Реджеп паша се разпространява и в Гостивар и целия Горен Полог след разгром на гостиварския делипаша Топал. Чифлиците на делибашите стават собственост на тетовския паша. Съюзник на Реджеп паша е Сулиман или Сулъ Дзърдза от Дзърдзово на Бели Дрин, който става ага след смъртта на Ислям Пупунца. Реджеб паша въвежда турската данъчна система в управляваните от него територии.
Реджеб паша обновява тетовското Арабати Баба теке и учредява вакъф. Отнася се благосклонно и към християнските светини — покровителства Кирил Пейчинович и съдейства със сина си Абдурахман паша за възстановяването на Лешочкия манастир „Свети Атнасий“, за което свидетелства самият Пейчинович в неговото „Житие на княз Лазар“.
От първата си жена — албанка от Скопско, Реджеп има син Дирвиш, който той изпраща в Призрен да управлява родовите имоти. Втората жена на Реджеп е християнката Миляна, сестра на оглавилия въстание в Гнилянско войвода Михаил. След потушаването на въстанието плененият Михаил става мюсюлманин под името Мохамед, а сестра му се жени за Реджеп паша. От нея той има синове Абдурахман паша — неговият наследник в Тетово, Вели бег и Джеладин бег. От третата си жена има синове Хавзи паша (Авзи паша, Амзи паша) и Хасан паша. В 30-те години, когато вече Авзи е най-стар представител на рода с него и с Абудурахман се среща Аугуст Гризебах.
Умира около 1834 година.